# 枢密院事務局 (カナダ)
カナダにおける枢密院事務局 (すうみついんじむきょく、英:Privy Council Office、仏:Bureau du Conseil privé) は、内閣の官房組織である。この組織は、カナダ首相に対して不偏の助言と支援を与えるとともに、政府の各省庁に対する指導、調整および支援を行っている。所在地はパーラメント・ヒルに面したランジュバン棟である。

## 概要

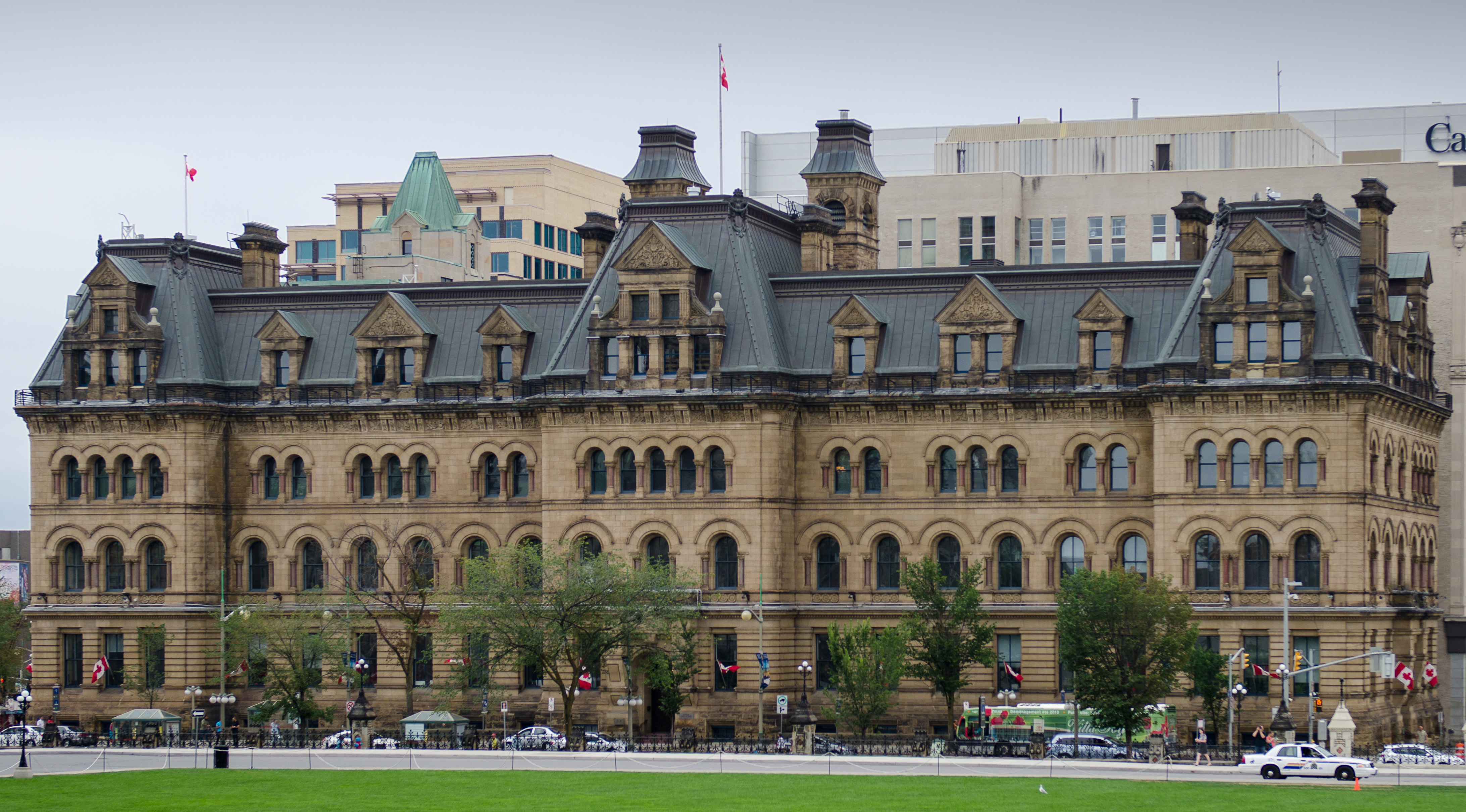
連邦政府ランジュバン棟

枢密院事務局はこれまでに規模も複雑さも増してきたが、その中心的な役割は行政機構の経営と計画である点ではかわっていない。前者は主に政府の日常業務を調整することであり、後者はカナダ連邦の中期的な展望を作成することである。歴代の首相たちはそれぞれの政権の政策課題にあわせて事務局を組織し直している。現在、枢密院事務局は省庁間の問題、広報、外交・防衛政策、治安と情報収集、社会問題、経済問題、立法と議会対応、政権交代に関する業務を取り扱っている。
伝統的に枢密院事務局は、行政部門の官僚たちにとっていわば「花嫁修業」を行う場であった。事務局において首相側の目線で政策の諸問題に取り組くみ、何年か修行してきた高官たちは、政府が全体としてどのように機能しているのかを学習して、それぞれの出身省庁に戻っていく。ここの「卒業生」のなかには、官僚機構内での地位だけでなく、経済界や政界などでの成功を追い求めるものもいた。例えば、ボンバルディアのポール・テリエ元CEO、ベル・カナダのマイケル・サビア元CEO、カナダ放送協会のロバート・ラビノビッチ会長、ピエール・トルドー元首相、ピエール・ペティグリュ元外相などである。
枢密院事務局の長は枢密院書記官長であり、これは、内閣書記官であるとともに、首相に対する次官でもある。
枢密院事務局と首相府とは、別の組織である。首相府は首相の個人的で党派的な組織である。首相はたった一つの特定の立場からのみ助言をうけとるべきではないと考えられている。この目的をはたすために、枢密院事務局は首相に対して政策本位で仕えることになっている。これは政治本位で行動する首相府とは対照的である。